# タジキスタンの政党
タジキスタンの政党一覧では、タジキスタンの主要政党をまとめる。タジキスタンは、タジキスタン人民民主党による一党優位政党制である。野党は存在するが、政権獲得の可能性はないと見做されている。

## 議会に議席を有する政党
議席数は下院（全63議席）の勢力。
- タジキスタン人民民主党 (Hizbi Demokrati-Xalqi' Tojikston) 51議席
  - 中道、世俗主義[1]
- 農民党（英語版） (Hizbi Agrari) 5議席
- 経済改革党 3議席
- タジキスタン共産党 2議席
  - 共産主義、ソビエト連邦時代の与党[1]

## 議会に議席を有しない政党
- タジキスタン・イスラム復興党 (Nahzati Islomi Tojikiston)
  - イスラム主義、中央アジア5か国で唯一合法なイスラム政党[1]
- 民主党（英語版） (Hizbi Demokrati)
  - 中道右派、社会保守主義
- 正義党（英語版）
  - 中道右派、社会保守主義
- 社会民主党（英語版）
  - 中道左派、社会民主主義
- タジキスタン社会党（英語版）
  - 社会主義
- ラリ・バダフシャーン（英語版）
  - 民族主義
- ヒズブット・タフリール（英語版）（解放党）
  - イスラム原理主義[2]、非合法

## 脚註
1. 1 2 3  タジキスタンにおける投資の可能性駐日タジキスタン大使館 2016年7月24日閲覧
2. ↑  物静かな青年が「聖戦士ジョン」に変貌した経緯とはAFP通信 2015年3月24日